# Словенска фантастика
Словенска фантастика (рус. Славянское фэнтези, пољ. Fantasy słowiańska) је поджанр савремене уметности (књижевност, кинематографија, видео игре, визуелна уметност) који се развио крајем 90-их и почетком 2000-их. Словенску фантастику одликује инкорпорација словенског фолклора, легенди, биљина и митова у опште каноне књижевности фантастике. Међутим, до данас жанровске границе остају нејасне.
Својеврсни жанр фантастике у савременој руској масовној књижевности, који има одређену специфичност, јесте бајковито-митолошка и авантуристичка проза. Повремено се термин „руска фантастика“ користи као синоним за словенску фантастику.

## Историја
Словенска фантастика као посебан књижевни жанр израсла је у супротности са западњачком фантастиком, која води порекло из келтске и нордијске митологије. Међутим, књижевна традиција у којој словенска фантастика налази своје модерне корене настала је пре више од једног века. Понекад се руске народне приче и средњовековне приче о Бову Корољевичу и Јеруслану Лазаревичу наводе као извори словенске фантастике, иако су то били оригинално прилагођени преводи витешких романса и иранског епа Шахнаме.
Дела писаца из 18. века Михаила Попова, Михаила Чулкова и Василија Љовшина о руским Богатирима испуњена су различитим реалностима словенске митологије и руске историје, али пошто ови аутори реинтерпретирају западну дворску књижевност, нису сасвим оригинална књижевна остварења. Ипак, ове књиге се сматрају претходницима Пушкинове песме „Руслан и Људмила“.
Гогољева дела попут Вечери на салашу код Диканке често се помињу као претеча словенске фантастике. Иако данас већим делом заборављена, дела писца 19. века Александра Велтмана уклапају се у оквире словенске фантастике, посебно његови романи Бесмртни Кошеј (1833) и Свјатославович, ђавоље дете (1834).

### Савремена словенска фантастика
Јуриј Никитин је основао модерну словенску фантастику (или бар њен херојски поджанр) својом серијом романа Тројица из шуме. Још један истакнути аутор словенске фантастике је Марија Семјонова, која је написала серију Волфхоунд. Вреди напоменути да се неки писци који говоре руски ослањају на нордијску митологију (коју је др Елена Сафрон класификовала као западњачка фантастика) – серијал Елизавете Дворецкаје Ship in the Fjord, на пример – и неки енглески- писци који говоре користе староруски пагански фолклор (нпр Каролин Чери у Русалки (1989) и Черневом (1990). Један од најпознатијих писаца словенске фантастике је Анджеј Сапковски, аутор серијала Сага о Вешцу, која је основа за популарну трилогију видео игрица. Словенски фантастички мотиви такође играју веома важну улогу у роману Антона Вилготског Пастир мртвих.

## Класификација
Да би класификовала словенску фантастику, Елена Сафрон користи општи систем класификације фантастике заснован на Морфологији уметности Мосиса Кејгана: историјска и теоријска студија унутрашње структуре света уметности . Она предлаже низ идентификатора словенске фантастике, међу којима су: заплетно-тематски принцип (епска и романтична фантастика), време у уметности (историјска фантастика), аксиолошки принцип (херојска и комична фантастика) и мешана словенска фантастика, која укључује ван жанровске елементе. Јевгениј Гарцевич наводи две подгрупе унутар словенске фантастике: историјску и херојску фантастику. Сергеј и Жана Журављов класификују словенску фантастику у три правца: историјски, херојски и комични.

### Заплетно-тематски принцип

#### Епска фантастика
Примери су серија Јурија Никитина Тројица (која, међутим, има обележја других варијетета словенске фантастике и има много комичних елемената), и серија Мешчерски маги Сергеја Фомичева, која укључује романе The Gray Horde, The Prophecy of Predslava and Dream of the Hawk.

#### Романтична фантастика
У серији Елизавете Дворецке Princes of the Forest, примарне теме су божанска и земаљска љубав.

### Време унутар уметности

#### Историјска фантастика
Историјска фантастика је варијација словенске фантастике коју карактеришу елементи историјских романа. Потиче од романа Марије Семјонове Wolfhound, који садржи низ историјских елемената, као што су описи свакодневног живота, обичаја и окружења. Серија романа садржи серију од пет књига: Wolfhound, Wolfound: The Right for a Fight, Stone of Rage, Wolfhound: Sign of the Way, and Emerald Mountains.
Успех Семјонове довео је до бројних следбеника који су креирали серију World of the Wolfhound. Павел Молитвин је написао компендијум Companions of the Wolfhound и романе Winds of Fortune, Eurich's Path, and Shadow of the Emperor; Андреј Мартјанов је написао The Time of Trouble, The Last War, and Age of Disasters; Алексеј Семјонов је написао Мајско острво и лишће пелина; а Елена Хаетскаја је написала Пут степе. Елизавета Дворецкаја комбинује историјски роман и словенску фантастику у свом делу – на пример, циклус Принчеви шуме, који се састоји од три романа The Fiery Wolf (1997), The Morning Horseman (2002) and Unknown Spring (2002).
Историјска словенска фантастика укључује романе Олге Григоријеве The Sorcerer, Berserk и Ladoga, као и Rogue Bear Сергеја Шведова.

### Аксиолошки принцип

#### Херојска фантастика
Ову врсту словенске фантастике карактерише велики број сцена битака и брзих заплета. Потиче из три дека Јурија Никитина, The Hyperborea Cycle, The Three from the Forest, and The Prince's Feast. Хиперборејски циклус састоји се од три романа: Ingvar and Olha, Prince Vladimir, and Prince Rus. Three of the Forest садржи петнаест књига са три главна лика, Мрак, Олег и Таргитај.
The Princely Feast, у којој су протагонисти епски хероји, бави се родољубивим темама: повратком словенским коренима, величином и славом Кијевске Русије, борбом против страних освајача. У поджанр словенско-херојске фантастике уклапа се и серијал The Chronicles of Vladigora Леонда Бутјакова.

#### Комична фантастика
Овај поджанр словенске фантастике укључује серију Михаила Успенског о Жихару, Повељу о соколству, The Secret Investigation of Tsar Gorokh, and Olga Gromyko's story Put in a Word for Poor Koshoe.

### Мешовита словенска фантастика
Мешовита словенска фантастика комбинује карактеристике словенске фантастике других жанрова. Роман Јулија Буркина и Сергеја Лукјаненка из 1993. године Острво Рус, на пример, брише границу између словенске фантастике и научне фантастике.